# Mika Kojonkoski
Mika Veli Juhani Kojonkoski (* 19. April 1963 in Rauma) ist ein ehemaliger finnischer Skispringer, Trainer und Funktionär. Zuletzt betreute er das chinesische Skisprungnationalteam. Seit 2015 ist er Vorsitzender des Skisprungkomitees der FIS.

## Werdegang

### Skispringer
Kojonkoski war Mitte der 1980er Jahre ein mäßig erfolgreicher Skispringer. Sein bestes Weltcupresultat war 1985 ein neunter Rang auf der Normalschanze in Chamonix, bei der Skiflug-Weltmeisterschaft 1985 in Planica erreichte er den 23. Rang im Einzelfliegen. Bei den finnischen Meisterschaften hatte er ein paar Jahre zuvor Aufsehen erregt, als er überraschend Vizemeister wurde.

### Skisprungtrainer und Sportfunktionär
Zuletzt galt Kojonkoski als einer der besten Skisprungtrainer weltweit. Von 1997 bis 1999 war er der Trainer der österreichischen, von 1999 bis 2002 der finnischen und von 2002 bis 2011 der norwegischen Skisprungnationalmannschaft.
Es gelang ihm in Österreich, Finnland und Norwegen immer, aus zuvor mittelmäßigen Athleten Siegspringer zu trainieren.
So errang unter seiner Ägide Sigurd Pettersen im Jahr 2002 zahlreiche Weltcupsiege sowie den Gewinn der Vierschanzentournee 2003/2004. Zu erwähnen ist auch der Weltrekordflug von Bjørn Einar Romøren auf 239 Meter beim Skifliegen 2005 in Planica. Am 11. Februar 2011 wurde diese Weite von dem ebenfalls norwegischen Skispringer Johan Remen Evensen in Vikersund mit zunächst 243 Meter im Training und 246,5 Meter in der Qualifikation noch übertroffen.
Bei der Skiflug-Weltmeisterschaft am Kulm 2006 gewann das norwegische Team Gold; es war der zweite Mannschaftstitel, den Kojonkoski verbuchen konnte.
Bei den Olympischen Winterspielen 2006 in Turin errang Norwegen zwar nur eine enttäuschende Bronzemedaille, doch mit Lars Bystøl und Roar Ljøkelsøy betreute er auch zwei Springer, die in den Einzelkonkurrenzen Medaillen gewannen: Ljøkelsøy Bronze auf der Normalschanze und Bystøl Gold auf der Normalschanze und Bronze auf der Großschanze.
Kojonkoski zählt auch zu den Entdeckern von Anders Jacobsen, der 2006/2007 die Vierschanzentournee gewann, sowie Tom Hilde, der sich in der darauffolgenden Saison endgültig in der absoluten Spitze im Weltcup etablierte. Zum Ende der Saison 2010/11 beendete er seine Arbeit als Trainer der norwegischen Mannschaft und verließ den Skisprung-Zirkus, um in Zukunft für den finnischen Ski-Verband zu arbeiten.
Während der Weltcup-Saison 2012/2013 kamen Diskussionen auf, dass Kojonkoski den in die Kritik geratenen finnischen Cheftrainer Pekka Niemelä ersetzen könnte.
Im Frühjahr 2022 übernahm er in Finnland den Posten des Sportleiters für Skispringen und Nordische Kombination.

### Sonstiges
Neben seiner Tätigkeit als Trainer ist Kojonkoski auch politisch aktiv. Er saß acht Jahre für die Nationale Koalitionspartei im Stadtparlament von Kuopio und zählte bei den finnischen Präsidentschaftswahlen 2006 zu den Unterstützern von Sauli Niinistö.
Kojonkoski ist verheiratet und hat drei Kinder.